# Daniel D.T. Farnsworth
Daniel Duane Tompkins Farnsworth, född 23 december 1819 i Richmond County, New York, död 5 december 1892 i Buckhannon, West Virginia, var en amerikansk politiker. Han var West Virginias guvernör för en kort tid år 1869.
Guvernör Arthur I. Boreman avgick 1869 för att tillträda som ledamot av USA:s senat. Farnsworth var guvernör för de sista dagarna av Boremans ämbetsperiod och efterträddes sedan av William E. Stevenson.
Ordförandeskapet i West Virginias senat hade varit orsaken till Farnsworths kortvariga ämbetsperiod som guvernör, eftersom West Virginia har inget skilt viceguvernörsämbete. Farnsworth var republikan som guvernör och återvände sedan till delstatens senat. På 1870-talet var Farnsworth en ledande gestalt i Greenbackpartiet i West Virginia.